# Manifesto dos Treze Generais

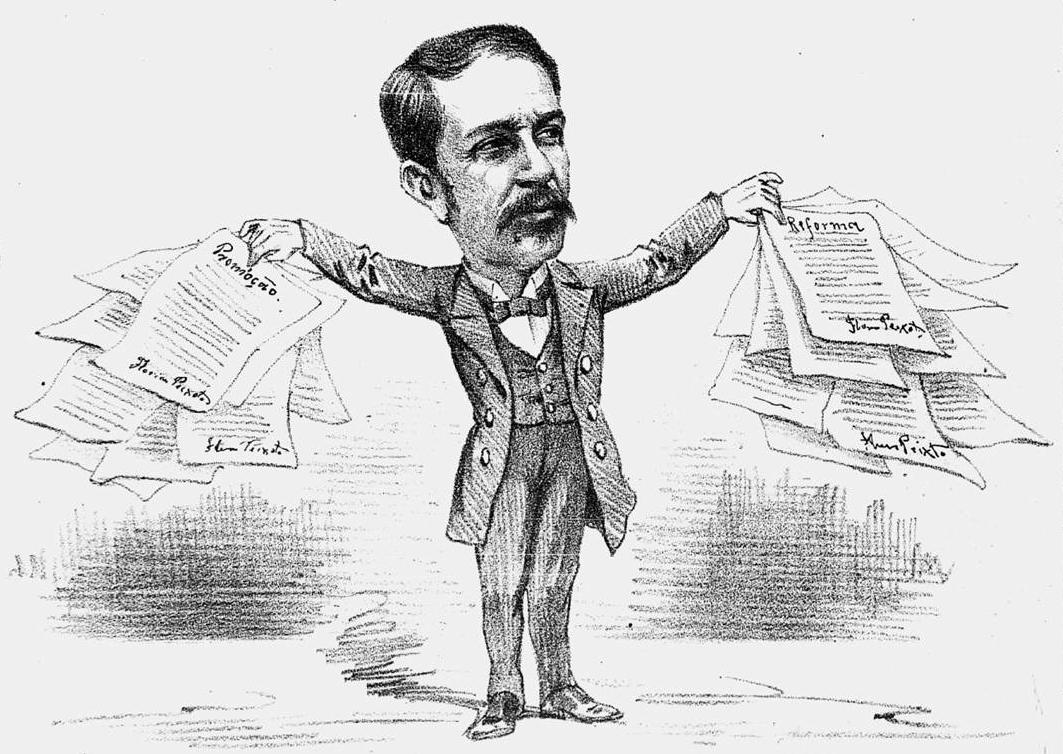
Resultado do manifesto dos generais: reformas e promoções em penca.

O Manifesto dos Treze Generais foi um documento assinado por treze autoridades militares do Brasil, datado de 31 de março de 1892 e publicado em 6 de abril, logo no início do governo Floriano Peixoto, que assumiu após a renúncia de Deodoro da Fonseca.
O manifesto contestava a legitimidade do governo e condenava as atitudes de Floriano Peixoto contra rebeliões nos estados e solicitava convocação de nova eleição para a presidência da república.

## Signatários
1. Marechal José de Almeida Barreto
2. Vice-almirante Eduardo Wandenkolk
3. General de divisão José C. de Queirós
4. General de divisão Antônio Maria Coelho, Barão de Amambaí
5. General de divisão Cândido José da Costa
6. Contra-almirante José Marques Guimarães, comandante da 1a divisão de cruzadores
7. General de brigada João Nepomuceno de Medeiros Mallet
8. Contra-almirante Dionísio Manhães Barreto, membro efetivo do conselho naval
9. General de brigada João Severiano da Fonseca, 2º vice-presidente do IHGB
10. Contra-almirante Manuel Ricardo de Cunha Couto, inspetor do arsenal da Marinha da capital federal
11. General de brigada João José de Bruce
12. General de brigada José Cerqueira de Aguiar Lima
13. General de brigada João Luís de Andrade Vasconcelos

Floriano Peixoto, no dia seguinte à publicação do manifesto, manda reformar os signatários e prender alguns deles.